# Manuel Moix Blázquez
Manuel Moix Blázquez (Madrid, 24 d'abril de 1958) és un fiscal espanyol. Va ser nomenat fiscal en cap de la Fiscalia Especial contra la Corrupció i la Criminalitat Organitzada d'Espanya –coneguda com a Fiscalia Anticorrrupció— al febrer de 2017, prenent possessió del càrrec el 8 de març. Va dimitir l'1 de juny de 2017, després d'admetre que posseïa el 25 % d'una companyia offshore a Panamà.

## Biografia
És fill de Manuela Blázquez Borja –morta a l'octubre de 2008– i de Manuel Moix Martínez. Aquest va néixer a Madrid el 1927 i era el segon fill de Manuel Moix Gumbau —secretari de la Diputació Provincial de Lleida, especialista en comptabilitat estatal i fundador de l'Instituto Católico Complutense— i de la mestra Ubelina Martínez Rabadán. Manuel Moix Martínez va estudiar Econòmiques, Polítiques i Dret a Madrid; després va passar les oposicions a la inspecció de Treball i es va dedicar també a l'ensenyament universitari. Va morir a Collado Villalba al desembre de 2011.
Manuel Moix Blázquez té tres germans: Margarita –advocada–, José María –directiu de Uniprex TV, empresa d'Antena 3 encarregada de gestionar el negoci de la televisió digital– i Pilar –sanitària–.

## Fiscal
Al febrer de 1986, és nomenat advocat fiscal i pren possessió de la seva primera destinació en la Audiència Provincial de Ciudad Real.
El 16 de gener de 2001 és nomenat, a proposta del ministre de Justícia Ángel Acebes, fiscal de la Secretaria Tècnica de la Fiscalia General de l'Estat, que el seu titular era Jesús Cardenal.

### Fiscalia del Tribunal Superior de Justícia de Madrid
És nomenat fiscal de la Fiscalia del Tribunal Superior de Justícia de Madrid (dita, a partir del 31 de desembre de 2007, Fiscalia de la Comunitat de Madrid) al juliol de 2003 pel ministre José María Michavila, que cessa a Mariano Fernández Bermejo. Va ocupar el càrrec de fiscal superior de Madrid fins a setembre de 2015.

#### Cas espionatge de la Comunitat de Madrid
Moix va participar com a fiscal en el cas espionatge de la Comunitat de Madrid, instruït i arxivat per la jutgessa Carmen Valcarce.

#### Cas Miguel Blesa
Va intentar que els correus de l'expresident de Caja Madrid Miguel Blesa no tinguessin validesa com a prova en l'acusació contra el exdirectiu i que s'impedís la seva difusió.

#### Cas Elpidio Silva
Va dirigir l'acusació de la Fiscalia contra el jutge Elpidio José Silva per haver empresonat a l'expresident de Caja Madrid Miguel Blesa. Va demanar 30 anys d'inhabilitació i finalment el jutge Silva va ser condemnat a 17 anys i mig d'inhabilitació.

#### Cas Madrid Arena
En el cas Madrid Arena, el fiscal va deixar fora de l'acusació als responsables polítics i policials de l'Ajuntament de Madrid en entendre que no tenien relació directa amb la mort de les cinc joves en el devessall produït l'1 de novembre de 2012.

#### Cas Lezo
Segons moció de reprovació aprovada pel Congrés el 16 de maig de 2017, Moix va arxivar per tres vegades (en 2007, 2009 i 2010) sense fer indagacions les recerques del cas Lezo. En aquesta presumpta corrupció política en l'empresa pública Canal d'Isabel II, el jutge Eloy Velasco va empresonar provisionalment a l'expresident de la Comunitat de Madrid, Ignacio González.

#### Cas incident de tràfic d'Esperanza Aguirre
Moix va qualificar de falta i no de delicte l'incident de tràfic d'Esperanza Aguirre en la Gran Via de Madrid, malgrat la consideració per l'Audiència de Madrid que havia d'investigar-se com un possible delicte de desobediència a l'autoritat.

#### Cas Rato
El 15 d'abril de 2015, poc abans de promocionar al Tribunal Suprem, va denunciar a l'exvicepresident del govern del Partit Popular Rodrigo Rato per un entramat societari en paradisos fiscals, després d'haver-se acollit a l'amnistia fiscal de 2012 del ministre Montoro. El registre i detenció durant hores de Rato va provocar malestar en la Fiscalia Anticorrupció, dirigida per Antonio Salinas, que ja estava investigant però considerava que encara estava l'acusació immadura. Salinas va sol·licitar la causa a la fiscal general Consuelo Madrigal per ser delictes de la seva competència, i es va traslladar la causa a Anticorrupció.

### Fiscalia del Tribunal Suprem (setembre 2015-novembre 2016)
Entre setembre de 2015 i novembre de 2016, va promocionar a fiscal de la Sala de lo Contencioso Administrativo del Tribunal Suprem. El nomenament del ministre de justícia Rafael Catalá es va produir al juny de 2015 a proposta del Consell Fiscal, presidit per la fiscal general Consuelo Madrigal.

### Fiscalia Especial contra la Corrupció i la Criminalitat Organitzada
El 25 de novembre de 2016, per decisió del Consell de Ministres, José Manuel Maza Martín va ser nomenat Fiscal General de l'Estat. Maza va renovar la cúpula de la Fiscalia, rellevant als fiscals en cap de la Audiència Nacional Javier Zaragoza per col·locar a Jesús Alonso Cristóbal –portaveu de la conservadora Associació de Fiscals des de 2015– i de Anticorrupció Antonio Salines Casat –per jubilació– per posar a Manuel Moix. Aquesta renovació va tenir lloc tal com havia proposat el Consell Fiscal el 22 de febrer de 2017.

#### Reprovació
El 16 de maig de 2017, José Manuel Maza va ser reprovat pel Congrés dels Diputats al costat del ministre de Justícia Rafael Catalá i Manuel Moix. El Congrés demanava la destitució de Moix per afavorir i protegir a persones del Partit Popular investigades en causes judicials a les seves anteriors places. En uns enregistraments policials realitzats a l'expresident de la Comunitat de Madrid, Ignacio González, investigat per corrupció, en interlocució amb l'expresident de la Comunitat Valenciana, Eduardo Zaplana, deia desitjar que es nomenés fiscal a Moix –com va succeir–, ja que seria "collonut" per a la marxa dels seus problemes judicials.

#### Dimissió
A la fi de maig, el periòdic digital Infolibre va revelar que Moix posseïa el 25 % d'una companyia offshore en el paradís fiscal de Panamà, denominada Duchesse Financial Overseas, sent el 75 % restant dels seus germans. Al seu torn, la companyia, constituïda el gener de 1988 pels pares del fiscal, va adquirir al febrer de 1988 un xalet a Collado Villalba valorat en 550.000 euros que era anteriorment també dels pares del fiscal i la seva residència habitual. Els fills havien heretat l'empresa i no havien posat al seu nom l'immoble. Moix va intentar excusar-se però, l'1 de juny de 2017, va acabar dimitint.

### Fiscalia del Tribunal Suprem (juny 2017)
Moix va tornar al seu anterior lloc de fiscal en el Tribunal Suprem al juny de 2017, després del seu pas de 87 dies per la Fiscalia Anticorrupció.

## Conferenciant
Ha donat conferències en la fundació lligada al Partit Popular FAES, sobre l'Enfortiment de la democràcia o sobre la Reforma de l'Estatut del Ministeri Fiscal.